# Cowboy Junkies
Cowboy Junkies är ett rockband från Toronto, Ontario, Kanada, bildat 1985. Det består av syskonen Margo (född 27 juni 1961, sång), Michael (född 21 april 1959, gitarr) och Peter Timmins (född 29 oktober 1965, trummor) samt Alan Anton (född 22 juni 1959, basgitarr).

## Diskografi
Studioalbum
- 1988 – The Trinity Session
- 1990 – The Caution Horses
- 1992 – Black Eyed Man
- 1993 – Pale Sun, Crescent Moon
- 1996 – Lay It Down
- 1998 – Miles from Our Home
- 2001 – Open
- 2004 – One Soul Now
- 2005 – Early 21st Century Blues
- 2007 – At the End of Paths Taken
- 2007 – Trinity Revisited
- 2010 – Renmin Park - The Nomad Series, Volume 1
- 2011 – Demons - The Nomad Series, Volume 2
- 2011 – Sing In My Meadow - The Nomad Series, Volume 3
- 2012 – The Wilderness - The Nomad Series Volume 4
- 2018 – All That Reckoning

Livealbum
- 1986 – Whites Off Earth Now!!
- 2000 – Waltz Across America
- 2003 – In the Time Before Llamas
- 2005 – Open Road
- 2006 – Long Journey Home
- 2009 – Acoustic Junk

Samlingsalbum
- 1994 – Essential Junk
- 1996 – Studio.
- 2001 – Best Of Cowboy Junkies
- 2003 – Platinum & Gold Collection
- 2012 – The Nomad Series Extras
- 2015 – Notes Falling Slow